# グッジョブ! (情報番組)
『グッジョブ!』は、毎日放送（MBSテレビ）で2023年4月15日から2024年3月30日まで毎週土曜日7:00 ｰ 7:30に生放送されていた情報番組である。

## 概要
2023年3月25日まで放送されていた「まるっと!サタデー（土曜早朝分の『JNNニュース』を内包していたTBSテレビ制作の生放送番組）」の終了に伴い、放送を開始する。
同番組は、毎日放送グループ（MBSメディアホールディングス）の登記上の本店である、茶屋町本社のテラスやカフェに特設スタジオを設けており、週末の朝、「グッジョブ」なスポット・モノ・イベント・スポーツ情報（主に阪神タイガースの話題）を提供する。
2024年3月30日をもって放送を終了した。

## 出演者
MC
- 上泉雄一

コメンテーター
- 掛布雅之

VTRリポーター(MBSアナウンサー)
とびだせ!えほん!
- 長谷川義史

ナレーション
- 上田崇順 (MBSアナウンサーの企画を主に、ナレーションを担当。)
- 西村麻子 (お得情報などを主に、ナレーションを担当。)
- 松川浩子 (スポーツ、エンタメ情報などを主に、ナレーションを担当。)

## コーナー
※がついてるのは、いずれも周替わりコーナー。なお週によっては放送する順序を入れ替える場合があるため、目安である。
7:00頃 グッジョブエンタメ情報
7:01頃 オープニング
7:02頃 ※(固定コーナー名なし)
MBSアナウンサーが事前に取材するコーナー
7:02頃 ※とびだせ!えほん!（不定期）
ちちんぷいぷい→土曜のよんチャンTV→三度の飯よりアレが好き！にて放送されていたコーナー
出演者(長谷川義史)
7:10頃 掛布目線！今週のタイガース…アレは、グッジョブ！
阪神タイガースの情報をお届けする。
7:30 番組終了
所さんお届けモノです。→サタデープラス→せやねん→よしもと新喜劇→ごぶごぶ→明石家電視台、毎日放送制作の番組に接続。

## スタッフ
フロアディレクター
- 西谷好弘
- 遠藤新

## ロケ中の事故
- 2023年12月4日、大阪市北区のスケートリンクで本番組のロケ中、出演者の同局アナウンサー・武川智美が、スケート靴を履いた状態で転んだ際に左手をつき、橈骨遠位端（ひだりとうこつえんいたん）を骨折し全治3カ月と診断された[1]。なお、武川は負傷後も業務を続けており、翌5日はラジオ『上泉雄一のええなぁ!』に生出演している[2]。